# ملوین توئلار
ملوین توئلار (هلندی: Melvin Twellaar؛ زادهٔ ۲۳ دسامبر ۱۹۹۶) قایقران روئینگ اهل هلند است.
وی در مسابقات کشوری و بین‌المللی در مجموع برندهٔ ۱ مدال طلا، ۳ مدال نقره شده‌است.